# Могойтуй (городское поселение)
Городско́е поселе́ние «Мого́йтуй» (бур. Могойтын hомон) — муниципальное образование в составе Могойтуйского района Агинского Бурятский округа в Забайкальском крае Российской Федерации.
Административный центр и единственный населённый пункт — посёлок Могойтуй.

## Население
| 2007    | 2009    | 2010    | 2011    | 2012    | 2013    | 2014    |
| ------- | ------- | ------- | ------- | ------- | ------- | ------- |
| 10 000  | ↗10 756 | ↘10 231 | ↗10 318 | ↗10 759 | ↗11 000 | ↘10 972 |
| 2015    | 2016    | 2017    | 2018    | 2019    | 2020    | 2021    |
| ↘10 900 | ↗10 905 | ↗11 046 | ↘11 007 | ↘10 865 | ↗10 894 | ↘10 809 |

## Местное самоуправление
Глава городского поселения «Могойтуй» избирается на местных выборах на пятилетний срок, возглавляет Администрацию городского поселения «Могойтуй» — исполнительно-распорядительный орган местного самоуправления. С 2016 года должность Главы занимает Дугаров Чингис Баторович.
Представительным органом местного самоуправления является Совет городского поселения «Могойтуй», состоящий из 16 депутатов, избираемых на местных выборах на пятилетний срок. Председатель Совета выбирается депутатами из своего состава, с 2020 года эту должность занимает Барадиева Светлана Кузьминична.

## Транспорт
По территории городское поселения проходит железная дорога — южный ход Забайкальской железной дороги и автомобильная дорога федерального значения «Чита-Забайкальск», далее в город Маньчжурия (КНР).

## Почтовый адрес
687420, Забайкальский край, Могойтуйский район, п. Могойтуй